# 巨苞岩乌头
巨苞岩乌头（学名：Aconitum racemulosum var. grandibracteolatum）为毛茛科乌头属下的一个变种。

## 扩展阅读
- 維基物種上的相關：巨苞岩乌头